# رنگ‌های پان‌اسلاوی

سه رنگ پان اسلاویک آبی-سفید-قرمز در کنگره اسلاوی پراگ در سال ۱۸۴۸ تصویب شد. همچنین از سال ۱۹۱۸ تا ۱۹۴۵ پرچم یوگسلاوی بود.

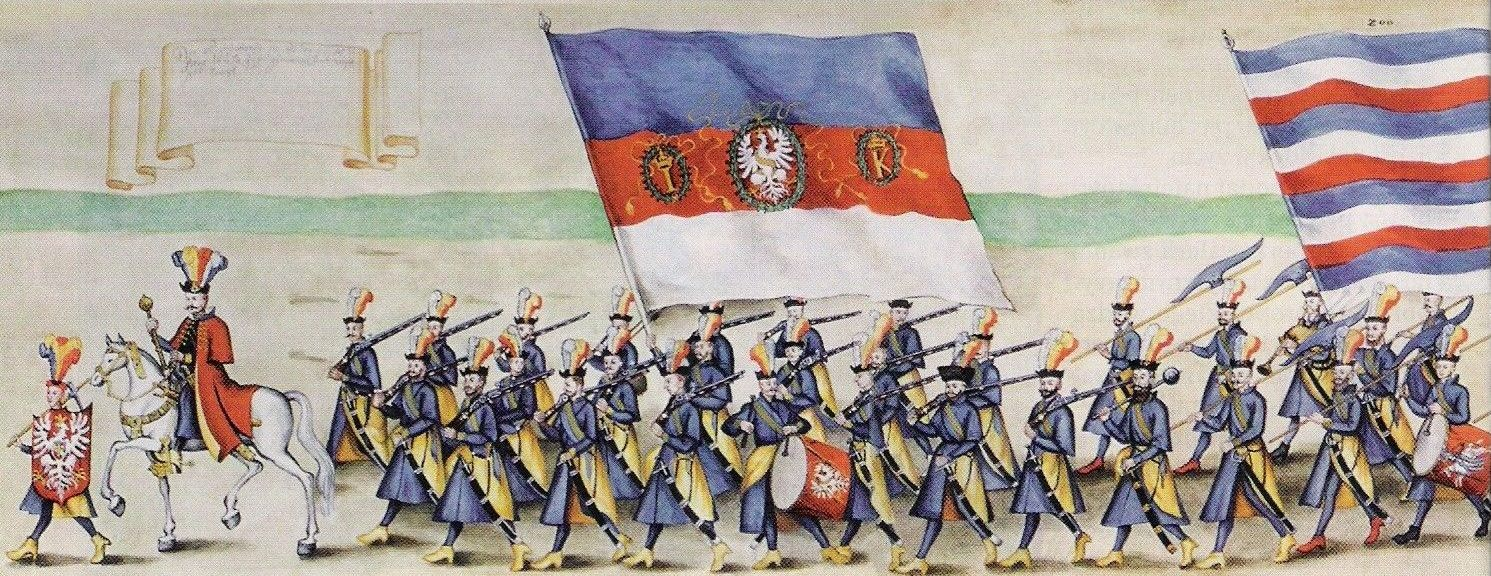
تصویری از صفوف عروسی سیگیزموند سوم واسا در کراکوف از طومار استکهلم (c. 1605).

رنگ‌های پان‌اسلاوی—آبی، سفید و قرمز—توسط کنگره اسلاوی پراگ در سال ۱۸۴۸ بر اساس نمادگرایی رنگ‌های پرچم روسیه که در اواخر سده هفدهم معرفی شد، تعریف شد. از نظر تاریخی، بسیاری از ملل و دولت‌های اسلاوی پرچم‌ها و سایر نمادهای ملی را که ترکیبی از این سه رنگ را به کار می‌بردند، انتخاب کردند. کشورهای اسلاوی که از این رنگ‌ها استفاده می‌کنند یا استفاده کرده‌اند عبارتند از روسیه، یوگسلاوی، چکسلواکی، جمهوری چک، اسلواکی، کرواسی، صربستان و اسلوونی، در حالی که بلاروس، بوسنی و هرزگوین، بلغارستان، مونته‌نگرو، مقدونیه شمالی، لهستان  و اوکراین از طرح‌های رنگی متفاوتی استفاده می‌کنند.
یوگسلاوی، هر دو پادشاهی (پادشاهی یوگسلاوی، ۱۹۱۸–۱۹۴۳) و جمهوری (SFR یوگسلاوی، ۱۹۴۳–۱۹۹۲) اتحادیه‌ای از چندین ملت اسلاو بود، و بنابراین نه تنها رنگ‌های پان اسلاوی را به خود اختصاص داد، بلکه پرچم پان اسلاوی را نیز پذیرفت. به عنوان خودش (بعداً یک ستاره قرمز اضافه کرد). پس از فروپاشی اولیه یوگسلاوی در اوایل دهه ۱۹۹۰، دو جمهوری از جمهوری‌های یوگسلاوی باقی مانده - مونته‌نگرو و صربستان - در سال ۱۹۹۲ به عنوان جمهوری فدرال یوگسلاوی و در سال ۲۰۰۳ به عنوان اتحادیه دولتی صربستان و مونته‌نگرو تشکیل شدند و همچنان از پرچم پان اسلاوی استفاده کردند. تا زمان انحلال خود، زمانی که مونته‌نگرو در سال ۲۰۰۶ استقلال خود را اعلام کرد. صربستان به همراه جمهوری‌های کرواسی و اسلوونی از پرچمی با هر سه رنگ پان اسلاوی استفاده می‌کند.
اکثر پرچم‌ها با رنگ‌های پان اسلاو توسط کشورهای اسلاو به دنبال اولین کنگره اسلاو در سال ۱۸۴۸ معرفی و به رسمیت شناخته شدند، اگرچه صربستان سه رنگ قرمز-آبی-سفید خود را در سال ۱۸۳۵ پذیرفت و پرچم قومی سورب‌ها (آبی-قرمز-سفید) قبلاً وجود داشت. در سال ۱۸۴۲ طراحی شده است. موراویای چک پرچم خود را (سفید-قرمز-آبی) در همان کنگره اعلام کردند. در سال ۱۸۴۸، نایب السلطنه کرواسی جوسیپ یلاچیچ برای اولین بار پرچم کرواسی را با سه رنگ مدرن آن (قرمز-سفید-آبی) برای پادشاهی سه‌گانه (و رسماً توسط پادشاهی کرواسی پذیرفته شد)، گروهی از روشنفکران اسلوونیایی در وین طراحی کرد. اتریش پرچم اسلوونی (سفید-آبی-قرمز) را ایجاد کرد و نخستین پرچم اسلواکی (در طرح معکوس - قرمز-آبی-سفید) توسط انقلابیون اسلواکی معرفی و برافراشته شد. پرچم جمهوری چک در سال ۱۹۲۰ با تأسیس چکسلواکی سه رنگ ملی خود را به خود گرفت.

## نمونه‌هایی از پرچم‌ها با رنگ‌های پان‌اسلاوی

کشورهای کنونی
کرواسی[۹]
جمهوری چک،[۱۰] چکسلواکی سابق (۱۹۱۸-۱۹۹۳)
روسیه[۱۱]
صربستان[۱۲]
اسلواکی[۱۳][۱۴]
اسلوونی[۱۵]